# Sabine Hiebler

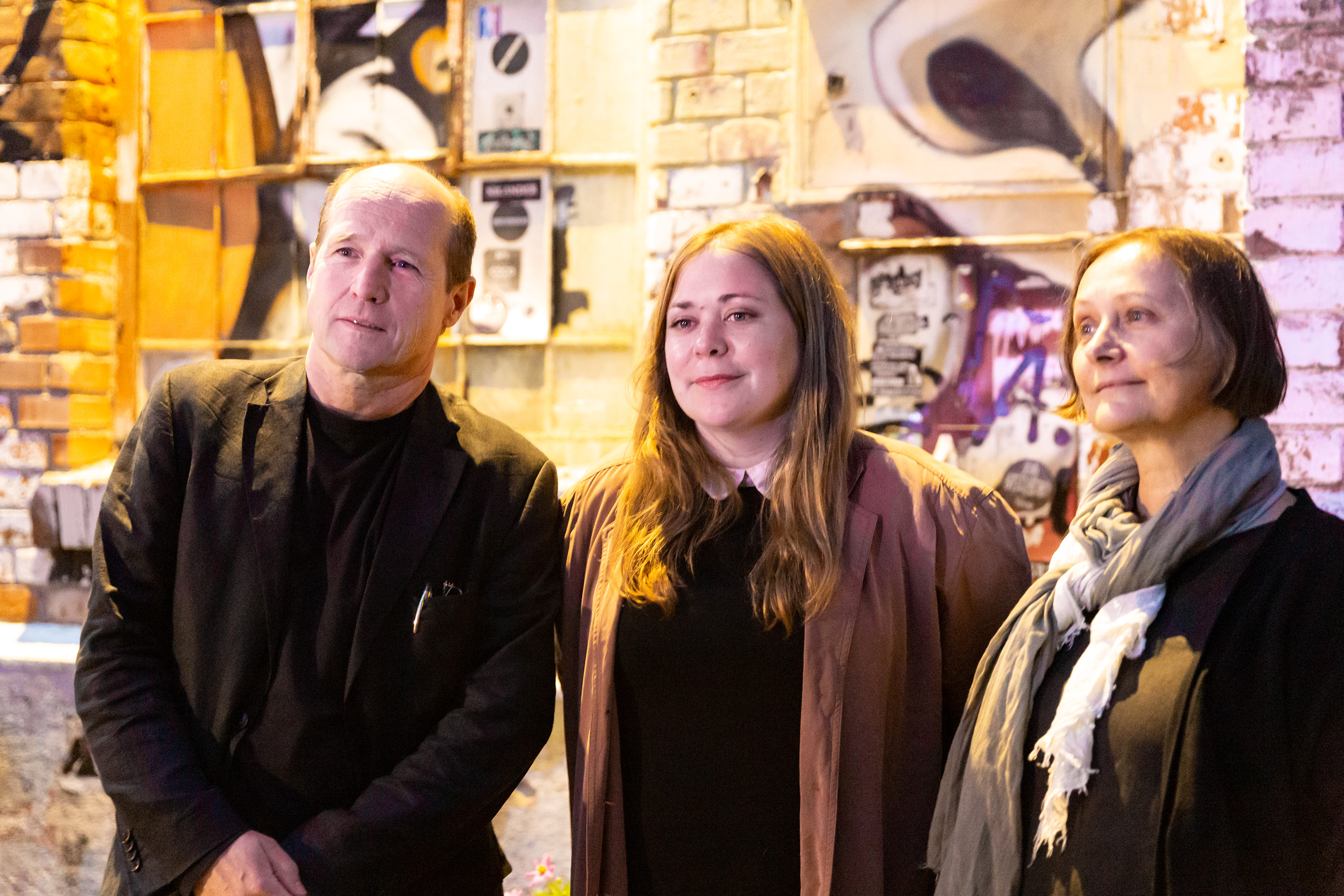
Sabine Hiebler (r) mit Gerhard Ertl und Stefanie Sargnagel (2021)

Sabine Hiebler (* 1963) ist Drehbuchautorin, Regisseurin und Produzentin.

## Leben und Wirken
Sabine Hiebler studierte an der Universität für künstlerische und industrielle Gestaltung Linz und ist als Drehbuchautorin, Filmregisseurin, Produzentin und bildende Künstlerin tätig.
Seit 1987 arbeitet sie im Team mit Gerhard Ertl.
Gemeinsam produzierten und inszenierten Hiebler/Ertl in den 1990er Jahren Avantgardefilme, die auf zahlreiche internationale Filmfestivals (Berlinale, New York Film Festival, Toronto, uvm.) eingeladen und ausgezeichnet wurden.
Daneben stellten Hiebler/Ertl im Bereich der bildenden Kunst Foto und Videoarbeiten unter anderem in der Neuen Galerie Graz, der Ars Electronica, im Kunsthistorischen Museum Wien und der Biennale de l´image Paris aus.
In der Folge wandten sie sich dem abendfüllenden Spielfilm zu. Es entstanden die preisgekrönten Kinospielfilme „Nogo“, „Anfang 80“ („Coming of Age“) und „Chucks“.
Sabine Hiebler ist Vorstandsmitglied des Verbands Filmregie Österreich, Mitglied des Drehbuchverbands Austria sowie Mitglied der Akademie des Österreichischen Films.

## Filmographie
- 2024 80 Plus (Alternativtitel Toni und Helene)
- 2021 Sargnagel – Der Film, Regie/Buch/Koproduktion (mit Gerhard Ertl)
- 2015 Chucks Regie/Drehbuch/Koproduktion (mit Gerhard Ertl, basierend auf dem Roman von Cornelia Travnicek)
- 2011 Anfang 80 (engl. Coming of Age) Regie/Drehbuch (mit Gerhard Ertl)
- 2002 Nogo Regie/Drehbuch
- 1998 Transcoder – Understanding Lydia Drehbuch/Regie/Produktion
- 1996 Komakino Drehbuch/Regie/Produktion
- 1995 Prost Drehbuch/Regie/Produktion
- 1994 Spot-Check Drehbuch/Regie/Produktion
- 1993 General Motors Drehbuch/Regie/Produktion
- 1992 Definitely Sanctus Drehbuch/Regie/Produktion
- 1991 Livingroom Drehbuch/Regie/Produktion
- 1990 Schönberg Drehbuch/Regie/Produktion
- 1990 Crossover 2 Drehbuch/Regie/Produktion
- 1990 Crossover Drehbuch/Regie/Produktion
- 1990 Position Simultan Drehbuch/Regie/Produktion

## Auszeichnungen
- 2016 Prix du Jury Jeune für "Chucks", Festival Univerciné Nantes
- 2016 Romy für "Beste Nachwuchsdarstellerin" in "Chucks"
- 2015 Montreal World Film Festival – "Most popular Film of the Festival" für "Chucks"
- 2013 Best Narrative Film für „Anfang 80“ ("Coming of Age") Wisconsin International Film Festival
- 2013 Österreichischer Filmpreis "Bester Schauspieler" für Karl Merkatz in „Anfang 80“
- 2013 Santa Barbara International Film Festival – Best International Feature Film „Anfang 80“
- 2012 Montreal World Film Festival – "Most popular Film of the Festival" sowie
- "Best Actor" für Karl Merkatz für „Anfang 80“ ("Coming of Age")
- 2012 Internationale Hofer Filmtage – Millbrook Drehbuchpreis für „Anfang 80“
- 2012 Zürich Film Festival – Deutschsprachiger Wettbewerb: Special Mention für „Anfang 80“
- 2012 Diagonale Graz – Beste Schauspielerin Christine Ostermayer in „Anfang 80“
- 2002 Thomas-Pluch-Drehbuchförderpreis für "Nogo"
- 2002 Diagonale-Preis für innovative Produktion für "Nogo"
- 2002 Variety Critics Choice für "Nogo"
- 2000 Landeskulturpreis Oberösterreich für Film
- 1995 Förderpreis für Medienkunst des Landes Niederösterreich
- 1993 Filmförderpreis des Bundesministeriums für Unterricht und Kunst